# Portlockiellidae
De Portlockiellidae zijn een familie van uitgestorven weekdieren uit de klasse van de Gastropoda (slakken).

## Geslacht
- Portlockiella Knight, 1945 †